# NGC 6592
NGC 6592 (również PGC 61477) – galaktyka eliptyczna (E-S0), znajdująca się w gwiazdozbiorze Smoka. Odkrył ją Lewis A. Swift 14 czerwca 1885 roku.